# Фтор-18
Фтор-18 (18F, також званий радіофтор) — це радіоізотоп фтору, який є важливим джерелом позитронів. Він має масу 18,0009380 (6) а.о.м., а період напіврозпаду становить 109,771 (20) хвилин. Він розпадається за рахунок випромінювання позитронів у 96,7 % випадків і захоплення електронів у 3,3 % випадків. Обидва способи розпаду дають стабільний кисень-18.

## Синтез
Фтор-18 виробляється на циклотроні переважно опроміненням протонами 18O, стабільного природного ізотопу кисню. Коли ціллю опромінення є рідка H218О, отримують водний розчин 18F-фторид-іона; коли ціллю є газ 18O2 , отримують газ 18F−F2. 18F−F2 також отримують опроміненням Ne дейтронами. Використовуваний метод виробництва залежить від бажаних подальших хімічних реакцій; 18F-фторид виробляється для використання як нуклеофіл, тоді як 18F-фтор виробляється для використання в електрофільних методах.

## Історія
Перший опублікований синтез і повідомлення про властивості фтору-18 були в 1937 році Артуром Г. Снеллом, утвореним ядерною реакцією 20Ne(d,α) 18F в циклотронних лабораторіях Ернеста О. Лоуренса.

## Застосування
Фтор-18 є одним із перших індикаторів, що використовуються в позитронно-емісійній томографії (ПЕТ), і використовується з 1960-х років. Його значення пояснюється як його коротким періодом напіврозпаду, так і випромінюванням лише позитронів з низькою енергією при розпаді, що покращує якість зображень.
Основним медичним застосуванням фтору-18 є: ПЕТ для візуалізації мозку та серця; для візуалізації щитовидної залози; як радіоіндикатор для зображення кісток і пошуку ракових пухлин, які метастазували в інших місцях тіла, а також у променевій терапії при лікуванні внутрішніх пухлин.
Індикатори включають фторид натрію, який може бути корисним для візуалізації скелета, оскільки він демонструє високе та швидке поглинання кістками, що супроводжується дуже швидким очищенням крові, що призводить до високого співвідношення кісткової тканини до фону за короткий час і фтордезоксиглюкозу (FDG), де 18F замінює гідроксил. Нова хімія діоксаборолану дозволяє позначати антитіла радіоактивним фторидом (18F), що дозволяє отримати зображення раку за допомогою позитронно-емісійної томографії (ПЕТ). Отримана людиною, генетична, позитронно - випромінююча та флуоресцентна репортерна система (HD-GPF) використовує людський білок, PSMA та неімуногенний, а також невелику молекулу, яка випромінює позитрони (18F) та флуоресцентна для подвійної модальності ПЕТ та флуоресцентної візуалізації модифікованих геномом клітин, наприклад раку, CRISPR/Cas9, або Т-клітини CAR, у всій миші. Двомодальну малу молекулу, націлену на PSMA, було протестовано на людях і виявлено локалізацію первинного та метастатичного раку простати, видалення раку під контролем флуоресценції та виявлення окремих ракових клітин на краях тканини.